# Friedrich Wilhelm Schallwig
Friedrich Wilhelm Schallwig (ur. 22 października 1902 w Boguszowie-Gorcach, zm. 1 września 1977 we Friedrichshafen) – niemiecki nazista, esesman i zbrodniarz wojenny, po 1945 czołowy działacz Związku Wypędzonych.
Ukończył studia prawnicze na Uniwersytecie Wrocławskim w 1930. Od 1 stycznia 1932 członek NSDAP (nr legitymacji 845737), dwa lata później wstąpił do SS. Jako SS-Rottenführer brał udział w walkach z Polską w 1939. Po zajęciu w 1941 krajów nadbałtyckich był oficerem Einsatzgruppen A, działając głównie na Łotwie, gdzie brał udział w masowych mordach, przede wszystkim Żydów. Po wojnie twierdził, że jego Einsatzgruppen nie prowadziło żadnych mordów czy egzekucji, a takich egzekucji na Żydach nawet nie widział. Podobnie zeznawał o swoich przełożonych, w tym o współpracowniku Adolfa Eichmanna Geschkem, z którym od marca 1944 uczestniczył w „rozwiązaniu problemu żydowskiego” na Węgrzech. Awansowany kilka razy, u schyłku wojny osiągnął stopień SS-Sturmbannführera.
Po wojnie był wysokim działaczem Związku Wypędzonych w Badenii-Wirtembergii i władz landowych. Zginął w wypadku samochodowym w 1977 roku.